# Baleczky Emil
Baleczky Emil (Zúgó, Kárpátalja, 1919. február 21. – Budapest, 1981. december 22.) magyar nyelvész, egyetemi tanár, szlavista.

## Életút
A Bereg megyei Zúgó (Huklivyj) községben, vasutas családban született. Középiskolai tanulmányait a munkácsi orosz tanításnyelvű gimnáziumban végezte. Egyetemi tanulmányait a prágai egyetem filológiai fakultásán kezdte. Kárpátalja visszacsatolása után Melich János és Kniezsa István tanítványaként a budapesti egyetemen folytatta tanulmányait. 1943-ban summa cum laude minősítéssel doktori fokozatot szerzett. Nemsokára katonai behívót kapott. 
1945 elején Nyugat-Magyarországon átállt a szovjetekhez. Magyarországon és Ausztriában szolgálván elkerülte a „fasiszta magyar rendszerben” végzett munkájáért az ungvári szovjet hatóság akkor szokásos számonkérését, azaz elítélését. Leszerelés után a Magyar Rádió Külügyi Osztályának munkatársa volt (1945-1951) és 1946-tól Budapesten Kniezsa professzor támogatásával az egyetem Szláv Intézetének tanársegéde lett. 1951-től az Idegen Nyelvek Főiskoláján az orosz tanszék vezetője, majd 1965-től haláláig, vagyis 16 éven át az ELTE orosz tanszékének vezetője. Szláv nyelvtudományi tevékenysége a hazai szlavisztikában közismert és elismert lett.

## Emlékezete
Emlékére az ELTE BTK Szláv és Balti Filológiai Intézet Ukrán Filológiai Tanszék emlékkonferenciát rendezett (Bp., 2007. máj. 23–24.), s emléktábláját is felavatták (Bp., VI. ker. Szinyei Merse Pál u. 11.).

## Főbb művei
- Szabó Eumén orosz nyelvtanának hangtana. Egy. doktori értek. (Bp., 1943)
- Sztálin elvtárs tanítása a szókincsről (Bp., 1953)
- Bevezetés a nyelvtudományba. 1–2. Egy. jegyz. (Bp., 1954)
- O jazikovoj prinadlezsnosztyi i zaszelenyiji szela Komlóska v Vengrii (Studia Slavica, 1956)
- Vengerszkije zaimsztvovanyija v lemkovszkom govore szela Komlóska v Vengrii (Studia Slavica, 1958)
- Vengerszkoje ’kert’ v zakarpatszkih ukrainszkih govorah (Studia Slavica, 1960)
- Szöveggyűjtemény az orosz nyelv történetének tanulmányozásához (Bp., 1963; 6. jav. kiad. 1987)
- Ószláv nyelv. Egy. tankönyv. Hollós Attilával (Bp., 1968; 5. kiad. 1987)
- Gyialektnije zapiszi iz Komloski (Studia Slavica, 1980)
- Irodalmi örökség. – Lityeraturnoje naszlegyije. Szerk. Káprály Mihály, Zoltán András (Nyíregyháza, 2007)